# PLEKHF1
PLEKHF1 (англ. Pleckstrin homology and FYVE domain containing 1) – білок, який кодується однойменним геном, розташованим у людей на довгому плечі 19-ї хромосоми. Довжина поліпептидного ланцюга білка становить 279 амінокислот, а молекулярна маса — 31 195.
| 10         |  | 20         |  | 30         |  | 40         |  | 50         |
| ---------- |  | ---------- |  | ---------- |  | ---------- |  | ---------- |
| MVDHLANTEI |  | NSQRIAAVES |  | CFGASGQPLA |  | LPGRVLLGEG |  | VLTKECRKKA |
| KPRIFFLFND |  | ILVYGSIVLN |  | KRKYRSQHII |  | PLEEVTLELL |  | PETLQAKNRW |
| MIKTAKKSFV |  | VSAASATERQ |  | EWISHIEECV |  | RRQLRATGRP |  | PSTEHAAPWI |
| PDKATDICMR |  | CTQTRFSALT |  | RRHHCRKCGF |  | VVCAECSRQR |  | FLLPRLSPKP |
| VRVCSLCYRE |  | LAAQQRQEEA |  | EEQGAGSPGQ |  | PAHLARPICG |  | ASSGDDDDSD |
| EDKEGSRDGD |  | WPSSVEFYAS |  | GVAWSAFHS  |  |            |  |            |

A: Аланін

C: Цистеїн

D: Аспарагінова кислота

E: Глутамінова кислота

F: Фенілаланін

G: Гліцин

H: Гістидин

I: Ізолейцин

K: Лізин

L: Лейцин

M: Метіонін

N: Аспарагін

P: Пролін

Q: Глутамін

R: Аргінін

S: Серин

T: Треонін

V: Валін

W: Триптофан

Задіяний у такому біологічному процесі, як апоптоз. 
Білок має сайт для зв'язування з іонами металів, іоном цинку. 
Локалізований у цитоплазмі, ядрі, лізосомі.